# Кубок Італії з футболу 1938—1939
Кубок Італії з футболу 1938—1939 — 6-й розіграш Кубка Італії з футболу. У турнірі взяли участь 142 італійських клуби. Титул володаря кубка Італії вперше здобула «Амброзіана-Інтер», яка у фіналі переграла «Новара».

## Календар
| Раунд            | Дата                          | Матчі | Клуби    |
| ---------------- | ----------------------------- | ----- | -------- |
| Попередній раунд | 4-8 вересня 1938              | 44    | 142 → 98 |
| Перший раунд     | 8 вересня - 20 жовтня 1938    | 32    | 98 → 66  |
| Другий раунд     | 23-28 жовтня 1938             | 18    | 66 → 48  |
| Третій раунд     | 19-24 листопада 1938          | 16    | 48 → 32  |
| 1/16 фіналу      | 25 грудня 1938 - 5 січня 1939 | 16    | 32 → 16  |
| 1/8 фіналу       | 6 квітня 1939                 | 8     | 16 → 8   |
| 1/4 фіналу       | 23 квітня 1939                | 4     | 8 → 4    |
| 1/2 фіналу       | 7-9 травня 1939               | 2     | 4 → 2    |
| Фінал            | 18 травня 1939                | 1     | 2 → 1    |

## 1/16 фіналу
| Команда 1        | Рахунок | Команда 2             |
| ---------------- | ------- | --------------------- |
| 25 грудня 1938   |         |                       |
| Трієстіна        | 1:0 дч  | Болонья               |
| Віс Пезаро (3)   | 0:4     | Рома                  |
| Монца (3)        | 2:0     | Чивітавекк'єзе (3)    |
| Б'єллезе (3)     | 2:1     | Луккезе               |
| Падова (2)       | 1:3     | Ювентус               |
| Дженоа 1893      | 5:2 дч  | Фіорентіна (2)        |
| Про Верчеллі (2) | 1:1 дч  | Новара                |
| Сімац Пополі (3) | 3:2 дч  | Лігурія               |
| Спеція (2)       | 0:1     | Венеція (2)           |
| Торіно           | 2:1     | Імперія (3)           |
| Мілан            | 4:0     | Анконітана-Б'янкі (2) |
| 26 грудня 1938   |         |                       |
| Ліворно          | 2:1     | Салернітана (2)       |
| Наполі           | 1:1 дч  | Амброзіана-Інтер      |
| Модена           | 3:2 дч  | Барі                  |
| Палермо (2)      | 2:1 дч  | Віченца (3)           |
| Лаціо            | 1:0     | Аталанта (2)          |

Перегравання
| Команда 1        | Рахунок | Команда 2        |
| ---------------- | ------- | ---------------- |
| 5 січня 1939     |         |                  |
| Амброзіана-Інтер | 1:0     | Наполі           |
| Новара           | 2:0     | Про Верчеллі (2) |

## 1/8 фіналу
| Команда 1        | Рахунок | Команда 2        |
| ---------------- | ------- | ---------------- |
| 6 квітня 1939    |         |                  |
| Ліворно          | 0:1 дч  | Амброзіана-Інтер |
| Рома             | 2:1     | Трієстіна        |
| Монца (3)        | 2:1     | Б'єллезе (3)     |
| Ювентус          | 0:1     | Дженоа 1893      |
| Сімац Пополі (3) | 0:1     | Новара           |
| Модена           | 3:0     | Палермо (2)      |
| Венеція (2)      | 3:2     | Торіно           |
| Мілан            | 2:1     | Лаціо            |

## 1/4 фіналу
| Команда 1        | Рахунок | Команда 2   |
| ---------------- | ------- | ----------- |
| 23 квітня 1939   |         |             |
| Амброзіана-Інтер | 3:0     | Рома        |
| Монца (3)        | 1:2     | Дженоа 1893 |
| Новара           | 3:0     | Модена      |
| Венеція (2)      | 1:2     | Мілан       |

## 1/2 фіналу
| Команда 1     | Рахунок | Команда 2        |
| ------------- | ------- | ---------------- |
| 7 травня 1939 |         |                  |
| Дженоа 1893   | 1:3 дч  | Амброзіана-Інтер |
| 9 травня 1939 |         |                  |
| Новара        | 3:2     | Мілан            |

## Фінал
| 18 травня 1939 |

| Амброзіана-Інтер       | 2:1 | Новара     |
| ---------------------- | --- | ---------- |
| Ферраріс 8' Фроссі 26' |     | Романо 59' |

| «Стадіо Націонале ПНФ», Рим Арбітр: Дженерозо Даттіло |